# Auto-Ahasver
Auto-Ahasver ist eine Groteske von Mynona aus dem Jahr 1928. Die nur wenige Seiten umfassende Erzählung behandelt die Figur des Ewigen Juden unter dem Gesichtspunkt, wie sie durch beständige philosophische, antisemitische und literarische Diskurse stets aufs Neue konstruiert wurde und hierdurch zu einem Automatismus der antisemitischen Agitation gegen die Juden werden konnte.

## Inhalt
Ein 80-jähriger Ich-Erzähler berichtet dem Leser von der Herkunft seines Vermögens. Zu Lebzeiten habe sein Erbonkel Alex demjenigen Erben sein beträchtliches Vermögen versprochen, der sein gesamtes Leben innerhalb eines Automobils verbringen würde. Trotz der Anstrengungen aller auf das Erbe schielenden Verwandten hätten es letztlich jedoch nur die Eltern des Ich-Erzählers geschafft, ihren Sohn seine gesamte Jugend hindurch innerhalb des Autos heranwachsen zu lassen. Sowohl Schulzeit, Konfirmation wie auch tägliche gymnastische Übungen habe der Ich-Erzähler in seinen Jugendjahren in seinem Chrysler erlebt. Zwar habe er gelegentlich den Wagen wechseln müssen, jedoch dabei niemals den Erdboden betreten.
Auch im Erwachsenenalter, nach Erhalt des gesamten Vermögens, verlebt der Ich-Erzähler seine Zeit weiterhin ausschließlich innerhalb seines Automobils. Er beschließt, sich weiterzubilden, Kulturtechniken zu erlernen und sich dabei möglichst schnell von einem Ort zum nächsten zu bewegen. Das Automobil, so scheint es, stellt auf ewig seinen Lebensmittelpunkt dar:
„Es war mein Ehrgeiz, das Auto selten haltmachen zu lassen. Ich sauste, während ich mich rasierte oder turnte oder Geige oder Klavier spielte, mit Hundertkilometergeschwindigkeit daher. [...] Die Jahre vergingen mir buchstäblich sausend.“
Auch die Verlobung und Heirat mit seiner zukünftigen Frau vollzieht der Ich-Erzähler innerhalb des Automobils. Ebenso bringt seine Frau ihren gemeinsamen Sohn im Wagen zur Welt. Da sie sich jedoch für ihr gemeinsames Kind ein normales Leben wünscht, verlassen seine Frau und sein Kind das Auto für kurze Zeit, was zu ihrem Tod führt. Gequält von den Schuldgefühlen und der Einsamkeit, die der Ich-Erzähler fortan in seinem Automobil empfindet, fängt auch er erstmals an, darüber nachzudenken, seinen Lebensmittelpunkt zu verlassen.
„Sie ist ausgestiegen, um das Kleine zur Welt zu bringen. Sie ist nie wieder eingestiegen. Der Leichenwagen mit den beiden Särgen, d.h. unser Auto, […] hielt mitten auf dem Kirchhof, und ich warf meine Erde aus dem Fenster in die Grube. Seitdem wandelt mich zuweilen die Lust an, auch auszusteigen.“
Getrieben vom Schmerz und dem Leid, das den Ich-Erzähler trotz seines Reichtums quält, beschließt er letztlich, sein Automobil zunächst in ein Amphibienfahrzeug, dann in eine Rakete umzubauen, um seinem Schmerz im Weltraum entkommen zu können.

## Deutung
Die Erzählung zeigt den Ewigen Juden gemäß der Vorwürfe des Antisemitismus gegenüber den Juden als ein nachahmendes Maschinenwesen, das sich immer wieder selbst neu erschafft. Ahasver sei bei Mynona keine klassische literarische Figur, sondern eine ewig laufende, unaufhaltsame Maschine, die bloß noch als „Vehikel“ einer antisemitischen Logik funktioniere. Mynona setzt hierbei diese Logik mit dem gesamten Leben seines Ich-Erzählers gleich. Mynonas Ahasver entspräche daher einer „Identität auf Rädern“.
Dabei sei es wie Appel (2022) betont, auch dieser Variante des Ewigen Juden nicht vergönnt, zentrale Kern-Mythologeme seiner Existenz abzuschütteln. Rastlosigkeit und Wanderschaft sowie Unsterblichkeit und Leiden bestimmen auch Mynonas Ahasver als zentrale Figurenmerkmale, wie unter anderem die Art und Weise verdeutlicht, wie sich der Ewige Jude in seinem Automobil bewegt.
Nach dem Tod seiner Familie, der von der Außenwelt verursacht wurde, bildet letztlich nur die Flucht in den Weltraum für den Ewigen Juden die Möglichkeit, sein Leben als antisemitische Logik hinter sich zu lassen und in den unendlichen Weiten des Universums nach Erlösung zu suchen.